# Záluží (Bílsko)
Záluží je malá vesnice, část obce Bílsko v okrese Strakonice v Jihočeském kraji. Nachází se asi 2,5 kilometru západně od Bílska. Je zde evidováno 27 adres. V roce 2011 zde trvale žilo 31 obyvatel.
Záluží leží v katastrálním území Záluží u Vodňan o rozloze 4,01 km².

## Historie
První písemná zmínka o vesnici pochází z roku 1334.

## Obyvatelstvo
| Rok            | 1869 | 1880 | 1890 | 1900 | 1910 | 1921 | 1930 | 1950 | 1961 | 1970 | 1980 | 1991 | 2001 | 2011 | 2021 |
| -------------- | ---- | ---- | ---- | ---- | ---- | ---- | ---- | ---- | ---- | ---- | ---- | ---- | ---- | ---- | ---- |
| Počet obyvatel | 167  | 184  | 171  | 170  | 169  | 183  | 152  | 106  | 88   | 70   | 52   | 49   | 41   | 31   | 30   |
| Počet domů     | 24   | 30   | 32   | 34   | 32   | 32   | 32   | 32   | 23   | 22   | 19   | 27   | 28   | 28   | 28   |

## Obecní správa
Při sčítání lidu v letech 1850–1920 Záluží bylo osadou obce Měkynec v okrese Písek. V letech 1921–1973 bylo samostatnou obcí, se kterým patřilo nejprve do okresu Písek, ale v roce 1950 v okrese Vodňany a od roku 1960 v okrese Strakonice. Od 1. ledna 1974 je částí obce Bílsko v okrese Strakonice.

## Pamětihodnosti
- Kaple svatého Jana Nepomuckého na návsi